# Station Dunkerque
Station Dunkerque (Frans: Gare de Dunkerque) is een spoorwegstation in de Noord-Franse stad Duinkerke. Het station is gelegen aan de lijnen Arras - Dunkerque en Dunkerque - Bray-Dunes (naar de Belgische grens bij De Panne).
Station Dunkerque is het noordelijkste nog in gebruik zijnde station van Frankrijk.